# Funky Kong
Funky Kong (ファンキーコング?, Fankī Kongu) è un personaggio immaginario dell'universo di Donkey Kong, creato da Shigeru Miyamoto e sviluppato da Nintendo. È un membro della Famiglia Kong, nonché amico di Donkey Kong, e vive sull'Isola Kong.
Funky Kong debutta nel videogioco Donkey Kong Country (1994), dove offre supporto ai protagonisti tramite il suo servizio di trasporto aereo. Il personaggio è noto per la sua personalità rilassata, il linguaggio informale e il look caratteristico, che include occhiali da sole e una bandana.
Pur comparendo saltuariamente nei titoli principali della serie, Funky Kong ha avuto ruoli giocabili in alcuni spin-off, come Mario Kart Wii e Donkey Kong Country: Tropical Freeze (versione Nintendo Switch), dove diventa un personaggio selezionabile con abilità uniche. La sua ultima apparizione risale al 2023 nel Pacchetto 6 del Pass percorsi aggiuntivi di Mario Kart 8 Deluxe.
Il personaggio è doppiato da Toshihide Tsuchiya nella versione giapponese. Nella serie animata Donkey Kong Country, Funky Kong è doppiato in originale da Damon D'oliveira mentre in italiano da Luca Bottale. In Italia, i diritti di distribuzione della serie erano di proprietà di Mediaset, che ne aveva programmato la trasmissione su Italia 1, mai avvenuta.

## Apparizioni

### Videogiochi
Funky Kong, membro della Famiglia Kong e amico fidato di Donkey Kong, appare per la prima volta in Donkey Kong Country come gestore dell'agenzia "Vola con Funky", che permette ai giocatori di viaggiare rapidamente tra le aree già visitate dell'Isola Kong. Nel remake per Game Boy Advance, gestisce anche la "Pesca di Funky", un minigioco aggiuntivo. In Donkey Kong Country 2: Diddy's Kong Quest, Funky offre un servizio simile, ma con l'introduzione del Biplane Barrel e il pagamento con Monete Banana. Nel remake per Game Boy Advance, il suo ruolo si amplia con l'aggiunta di minigiochi e ricompense speciali.
In Donkey Kong Country 3: Dixie Kong's Double Trouble!, Funky gestisce il "Noleggio da Funky", dove fornisce veicoli utili per esplorare nuove aree dell'isola. Nel remake per Game Boy Advance, introduce diversi minigiochi e ricompense, inclusa la costruzione del Funkycottero. In Donkey Kong 64, Funky gestisce il "Funky's Store", dove i Kong possono acquistare armi e munizioni, giocando un ruolo fondamentale anche nella sequenza finale del gioco.
In Donkey Kong Country: Tropical Freeze, Funky sostituisce Cranky Kong come gestore del negozio "Vola & Compra con Funky", vendendo oggetti utili ai giocatori. Nella versione per Nintendo Switch, Funky diventa per la prima volta un personaggio giocabile, con abilità uniche adatte ai principianti, come la possibilità di muoversi sull'acqua, eseguire doppi salti e resistere agli spuntoni grazie alla sua tavola da surf.
Funky Kong appare anche in titoli spin-off come Donkey Kong Jet Race, dove è un personaggio sbloccabile, e in Mario Kart Wii, dove è un personaggio pesante con un bonus di velocità elevato, oltre a tornare in Mario Kart Tour e Mario Kart 8 Deluxe. In Mario Super Sluggers, è un giocatore sbloccabile con buone capacità in battuta e difesa. Inoltre, Funky Kong compare in ruoli minori in giochi come DK: King of Swing e Donkey Kong: Jungle Climber, dove offre supporto ai Kong con mezzi di trasporto e minigiochi.